# Laephotis stanleyi
Laephotis stanleyi (Goodman, Kearney, Ratsimbazafy & Hassanin, 2017) è un pipistrello della famiglia dei Vespertilionidi diffuso nell'Africa sud-orientale.

## Descrizione

### Dimensioni
Pipistrello di piccole dimensioni, con la lunghezza totale tra 78 e 101 mm, la lunghezza dell'avambraccio tra 32 e 39 mm, la lunghezza della coda tra 35 e 44 mm, la lunghezza del piede di 8 mm, la lunghezza delle orecchie tra 10 e 16 mm e un peso fino a 10,5 g.

### Aspetto
La pelliccia è corta, soffice e densa. Le parti dorsali variano dal marrone chiaro al marrone scuro, spesso con dei riflessi dorati o argentati, mentre le parti ventrali sono marroni scure o bruno-argentate, bruno-crema sul petto e l'addome e color crema o bianco-grigiastre nella regione pelvica. Il muso è marrone, corto e largo, con due masse ghiandolari sui lati. Le orecchie sono marroni, triangolari e con l'estremità arrotondata. Il trago è lungo circa la metà del padiglione auricolare, ha il margine anteriore concavo, quello posteriore leggermente convesso con un lobo basale e l'estremità arrotondata. Le membrane alari sono marroni, marroni scure o bruno-nerastre, leggermente semi-trasparenti e con il bordo posteriore marcato di bianco. La coda è corta e fuoriesce con l'estremità dalla superficie dorsale dell'ampio uropatagio, il quale è chiaro e semi-trasparente. Il cariotipo è 2n=40 FNa=50.

### Ecolocazione
Emette ultrasuoni ad alta intensità sotto forma di impulsi di breve durata a frequenza modulata iniziale di 56–72 kHz, finale di 37–39 kHz e con massima energia a 39–41 kHz.

## Biologia

### Comportamento
Il volo è altamente manovrato. Non sono noti i tipi di rifugi utilizzati.

### Alimentazione
Si nutre di insetti.

## Distribuzione e habitat
Questa specie è diffusa nell'Africa sud-orientale, in Tanzania, Zambia, Malawi, Mozambico occidentale, Zimbabwe orientale e nel Sudafrica nord-orientale.
Vive nei boschi e foreste ripariali e nei boschi di miombo fino a 1.000 metri di altitudine.

## Tassonomia
La descrizione originale di N.melckorum si basava su esemplari catturati in Sudafrica, i quali sono attualmente considerati appartenere a N.capensis. Tuttavia la popolazione più settentrionale corrispondeva esattamente alla descrizione originale di N.melckorum ma con un differente cariotipo. Per diverso tempo questa popolazione era identificata nella letteratura scientifica come N. cf.melckorum fino al 2017 quando è stata definitivamente assegnata a questa nuova specie, relegando quindi N.melckorum a sinonimo di N.capensis. La popolazione presente in Madagascar è stata trasferita già nel 2012 ad una nuova forma, N.robertsi

## Conservazione
La IUCN Red List, attualmente classifica N.stanleyi sotto il nome di L.melckorum come specie con dati insufficienti (DD).